# C/1854 F1
C/1854 F1 lub Wielka Kometa roku 1854 – kometa jednopojawieniowa, nie powróci już najprawdopodobniej w okolice Słońca. Można ją było obserwować gołym okiem.

## Odkrycie i orbita komety
Kometę C/1854 F1 odkryto 23 marca 1854 roku, na jeden dzień przed osiągnięciem przez nią peryhelium. Kometa znalazła się w punkcie przysłonecznym w odległości 0,28 au od Słońca. Poruszała się po parabolicznej orbicie o nachyleniu 97,49° względem ekliptyki.